# Franky Vercauteren
Frank "Franky" Vercauteren (Sint-Jans-Molenbeek, 28 de outubro de 1956) é um ex-futebolista belga e treinador de futebol.

## Carreira
Competiu nas Copa do Mundo FIFA de 1982 e 1986. Além disso defendeu os seguintes clubes: Anderlecht, Nantes, equipe B do nantes e encerrou a carreira no R.W.D. Molenbeek.
Em seguida virou treinador, tendo iniciado no pequeno Braine, comandando a equipe de juniores do clube, foi para o Mechelen ser treinador dos juniores e da equipe principal, depois foi para o Anderlecht, onde foi auxiliar técnico em duas ocasiões e comandou em seguida o elenco principal, comandou a Seleção Belga de Futebol, Genk e anteriormente comandou o Al Jazira dos Emirados Árabes.
No dia 24 de Outubro de 2012, foi anunciado como o novo treinador do Sporting, a partir de 30 de Outubro, clube com o qual assinou contrato até 30 de Junho de 2013, mas acabou por ser despedido a 7 de Janeiro de 2013.

## Títulos

### Jogador
Anderlecht
- Campeonato Belga: 1980–81, 1984–85, 1985–86 e 1986–87
- Copa da Bélgica: 1975, 1976
- Supercopa da Bélgica: 1985, 1987
- Recopa Europeia: 1975–76, 1977–78
- Liga Europa da UEFA: 1982–83
- Supercopa Europeia: 1976, 1978

### Treinador
Anderlecht
- Campeonato Belga: 2005–06, 2006–07

Racing Genk
- Campeonato Belga: 2010-11
- Supercopa da Bélgica: 2011